# Mahidol Adunjadét

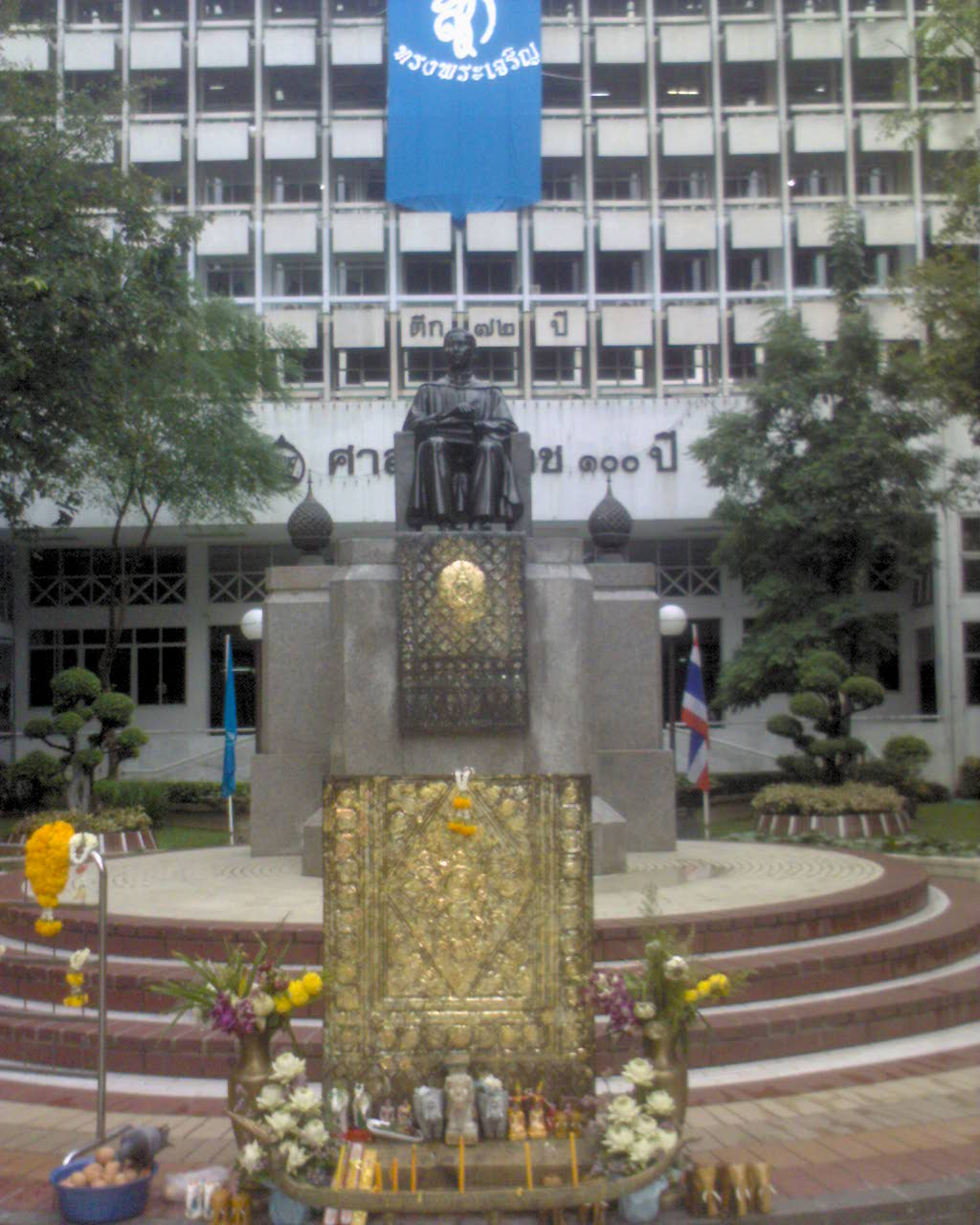
socha panovníka

Mahidol Adulyadej (1920)

Jeho Výsost Princ Mahidol Adunjadét ze Songkhla (Somdej Čao Fa Mahidol Adulyadej Kromma Luang Songkhla Nakarin – „thajsky – สมเด็จฯ เจ้าฟ้ามหิดลอดุลยเดช กรมหลวงสงขลานครินทร“)
(1. ledna 1892 – 24. září 1929) byl otec thajských králů Anandy Mahidola (Rama VIII) a Pchúmipchona Adunjadéta (Rama IX). Také byl nazýván otcem moderní medicíny a veřejného zdraví Thajska.

## Život

### Původ
Princ Mahidol byl 69. potomek krále Čulalongkorna a sedmý královny Savang Vadhany. Jeho matka navíc adoptovala čtyři další prince, jejichž matky, vedlejší královy ženy, zemřely. Mezi nimi prince Rangsita Prayulsaka (pozdějšího Prince z Čainatu), který byl blízkým přítelem prince Mahidola během jeho dětství. V pozdější době hrál důležitou roli v Mahidolově kariéře a byl jmenován regentem jednoho z Mahidolových synů – Bhumibola.

### Studium
Stejně jako ostatní synové krále Čulalongkorna zahájil své vzdělání na Královské škole uvnitř Velkého Paláce. Ve třinácti letech obdržel titul Princ ze Songhla.
V roce 1905 byl poslán do Londýna a po roce a půl na Harrow School se přesunul do Německa, kde na přání svého otce začal v Postupimi studovat Královskou pruskou přípravnou školu. Poté pokračoval ve vojenském vzdělávání na Imperiální vojenské akademii Gross Lichterfelde v Berlíně. Na další přání, tentokráte svého nevlastního bratra, krále Vajiravhuda, začal navštěvovat Mürwickou Námořní akademii ve Flensburgu. Během tamního studia vyhrál soutěž v designu ponorek. Roku 1912 byl povýšen na nadporučíka (lieutenant) jak v „Imperiálním Německém Námořnictvu“ tak i v „Královském Thajském Námořnictvu“.
Princ se vrátil do Thajska na začátku první světové války v roce 1914 a byl přijat jako učitel na Královské námořní akademii. Jeho zájem o menší plavidla trval, včetně ponorek a torpédových lodí, avšak tím se dostával do konfliktů s jinými důstojníky, většinou s těmi, kteří studovali v Británii a preferovali větší lodě. Princ cítil, že jeho odborné znalosti nebudou nikdy využity rezignoval pouhých devět měsíců po vstupu do námořnictva.

### Zdravotnictví v Thajsku
Pak vstoupil na scénu jeho nevlastní bratr a starý přítel princ Rangsit. V tu dobu byl šéfem Královské lékařské akademie. V té době lékařství a veřejné zdraví nemělo příliš mnoho zastánců, lékařství v Thajsku tak velmi zaostávalo za úrovní západních standardů. Lékařská akademie a její nemocnice Siriraj byla malá, přeplněná, bez peněz, bez dostatečného množství personálu a špatně technicky zásobená. Princ Rangsit, princ nižší královské třídy (jeho matka nebyla šlechtického rodu), si myslel, že kdyby někdo více známý a z vyšší královské třídy, jako byl princ Mahidol, podporoval zlepšení situace v lékařství a veřejném zdraví v Thajsku, mohlo by se zvýšit zájem veřejnosti a zvýšit přísun peněz. Strategicky pozval prince Mahidola na výlet lodí po bangkockých kanálech Bangkok Yai a Bangkok Noi. Nemocnice Sirijah byla po cestě a tak svého nevlastního bratra pozval, aby se kolem porozhlédl. Poté, co poznal jeho reakci na neutěšený stav nemocnice, požádal ho o pomoc. Tehdy Mahidolova odpověď nebyla příliš pozitivní a rovněž naznačil, že o lékařství neví takřka nic. Avšak po pár dnech změnil názor a souhlasil. Také se rozhodl že bude v tomto oboru studovat.

### Studium medicíny
Princ Mahidol tedy odjel studovat veřejné zdravotnictví na Harvard University v Massachusetts. Požádal také prince Rangsita, aby vybral čtyři studenty, kteří by odjeli s ním. Dva studenty medicíny by podporoval on sám a dvě studentky - zdravotní sestry – které by podporovala jeho matka, královna Savang Vadhana. A tak se potkal s 18letou zdravotní sestrou, slečnou Sangwal Talabhat, budoucí manželku prince Mahidola a matku dvou budoucích králů Thajska. Mahidol se pečlivě staral o svěřené studenty a tak se mohl sblížit se slečnou Talabhat, která jej o tři roky později následovala do Thajska na pohřeb královny Saovabhy. Během návštěvy se vzali a jejich sňatku požehnal jeho nevlastní bratr král Vajiravhud. Po návratu na Harvard získal roku 1921 certifikát ve Veřejném zdravotnictví.
Po skončení studií odjel na krátkou dobu do Edinburghu, ale také byl požádán thajskou vládnou, aby pomohl spojit se s Rockenfellerovou nadací, která nabízela finanční a technickou pomoc k vylepšení vzdělávání v medicíně a veřejném zdravotnictví v Thajsku. Jeho první potomek, princezna Galyani Vadhana, se narodila v Londýně roku 1923. Ve stejném roce se vrátil do Thajska jako generální ředitel univerzitního oddělení Ministerstva školství. Mimo své administrativní povinnosti také vyučoval na Královské lékařské akademii.
Roku 1925 odjel do německého Heidelbergu kvůli léčbě svých ledvin než se opět měl vrátit na Harvard ke studiu medicíny. Při pobytu v Heidelbergu se mu narodil první syn princ Ananda Mahidol. A jeho nejmladší syn princ Bhumibol se narodil v Massachusetts v roce 1927; šest měsíců poté princ Mahidol získal s vyznamenáním titul Doktora medicíny. Do Thajska se vrátil v prosinci 1928.

### Lékař
Jedna z prvních věcí, které udělal po návratu bylo zavedení stipendia pro studenty na poli medicíny, ošetřovatelství a veřejného zdravotnictví. Také se chtěl vrátit do nemocnice Siriraj jako praktikující lékař, ale jeho status prince se stal problémem a zdálo se, že je příliš významný na to, aby pracoval jako lékař. To jej neodradilo a vybral si jinou nemocnici ve více rovnostářském prostředí – misijní McCormickovu nemocnici v Čiang Mai. Pracoval tam ve dne v noci jako a jeho pacienti jej přátelsky nazývali „Mo Čao Fa“ (Princ Doktor).

### Smrt
Ale čas plynul a jeho ledviny se znovu ozvaly. Tři týdny po zahájení své práce odjel do Bangkoku, aby se zúčastnil pohřbu svého strýce a už se nemohl do Čiang Mai vrátit. Byl mu navíc zjištěn jaterní absces a jeho zdraví se pomalu zhoršovalo. Princ Mahidol zemřel 24. září 1929 v paláci Sapathum.
Posmrtně mu byl dál titul Princ Otec (Somdej Pra Mahitalathibet Adulyadejvikrom Pra Boromaradžačanok)
Jeho odkaz přetrvává do dnešních dnů. Studenti posílaní díky stipendiím do světa jsou klíčoví hráči v moderní thajské medicíně, mnoho z nich jsou významní učitelé, někteří pomáhají zakládat nové lékařské školy a univerzity. Královská lékařská akademie se později stala Lékařskou fakultou při nemocnici Siriraj. Byla to klíčová fakulta Lékařské Univerzity po jejím založení v roce 1943. Roku 1969 byl královským výnosem změněn název univerzity na Mahidolovu Univerzitu a Univerzitu prince ze Songhla.
Na památku stého výročí od narození roku 1992 byla vytvořena Cena prince Mahidola, která je mezinárodní cenou na poli medicíny, veřejného zdravotnictví a sociálních služeb.